# خمبرآباد (ترکمن)
خمبرآباد روستایی در دهستان فراغی بخش مرکزی شهرستان ترکمن استان گلستان ایران است.

## جمعیت
بر پایه سرشماری عمومی نفوس و مسکن در سال ۱۳۹۵ جمعیت این مکان ۲۲۹ نفر (۶۴خانوار) بوده‌است.